# Libiberty
GNU libiberty는 다양한 GNU 프로그램들에서 사용되는 서브루틴들을 모아둔 라이브러리이다.
이것은 원래 (보통 유닉스 시스템에서 컴파일 명령에서 라이브러리 옵션을 명시하는 형태인) "-liberty"라는 옵션을 통해 링크될 수 있는
일종의 표준 크로스-플랫폼 라이브러리로 사용하기 위해 개발되었다.
libiberty는 많은 유용한 함수들로 구성되어 있다.
하지만, C와 POSIX 표준이 이에 자극을 받아 해당 기능의 일부를 추가하게 됨에 따라,
libiberty는 주로 GNU 툴체인의 지원 라이브러리로 사용되고 있다.
libiberty의 코드는 GCC, gdb, binutils와 함께 배포되고 있다.
libiberty의 중요한 기능 중의 하나는 binutils와 gdb에서 사용되는 C++ 언어를 위한 디맹글러이다.
libiberty의 이름은 "liberty"라는 단어를 이용한 일종의 말장난이다.
유닉스 기반의 운영 체제상에서는 라이브러리의 파일을 "lib"에 해당 라이브러리의 이름을 덧붙여서 사용한다.
하지만 gcc에서 링크시키도록 할 때는 명령행에서 -l 옵션에, 라이브러리 이름에서 "lib" 이후의 부분을 덧붙여 사용한다.
따라서 libiberty의 경우에는 -liberty 가 된다.